# Aeroportul Sierra Grande
Aeroportul Sierra Grande (IATA: SGV, ICAO: SAVS) este un aeroport din Provincia Río Negro, Argentina ce deservește zona Sierra Grande⁠(d). A fost numit după zona deservită.
Situat la o altitudine de 229 m, aeroportul dispune de o singură pistă.